# Mirsad Türkcan
Mirsad Türkcan (Novi Pazar, 7 juni 1976) is een voormalig basketballer die speelde als power-forward. Hij werd geboren als Mirsad Jahović. Toen hij in Turkije ging basketballen, veranderde hij zijn naam in Türkcan. Türkcan heeft een Turks paspoort, wat het hem mogelijk maakte te spelen voor het nationale team van Turkije. Daarmee werd hij in 2001 tweede op het Europees kampioenschap.
In 1998 ging Türkcan spelen voor Houston Rockets. Hiermee was hij de eerste Turk in de NBA.
Türkcan trouwde op 18 december 2005 met de destijds achttienjarige Dina Dzanković, ex-Miss Joegoslavië. Zijn zus Emina Jahović is zangeres.

## Carrière
- 1994-1998 Efes Pilsen SK
- 1998-1999 Houston Rockets
- 1999-1999 Philadelphia 76ers
- 1999-2000 New York Knicks
- 2000-2000 Milwaukee Bucks
- 2000-2000 Efes Pilsen SK
- 2000-2001 Paris Basket Racing
- 2001-2002 PBK CSKA Moskou
- 2002-2003 Mens Sana Basket
- 2003-2004 PBK CSKA Moskou
- 2004-2005 MBK Dinamo Moskou
- 2005-2006 Ülkerspor
- 2006-2012 Fenerbahçe Ülker

## Erelijst

### Teamprestaties
- Korac Cup Winnaar 1996
- Turks Kampioen 1996
- Turks Kampioen 1997
- Turkse Beker 1998
- Turkse Presidentsbeker 2000
- Turkse Beker 2001
- Suproleague Final Four 2001
- Finalist EK in Turkije 2001
- Turks Kampioen 2006
- Turks Kampioen 2007

### Individuele prestaties
- Beste Turkse Juniorspeler 1994
- Beste Rebounder tijdens Europese Junior Kampioenschappen in Israël 1994
- Beste Turkse Basketballer Under-22 1995
- Beste Rebounder tijdens Europese Kampioenschap Under-22 in Turkije 1996
- Beste Rebounder tijdens Europese Kampioenschap in Spain 1997
- MVP Turkse Playoff 1997
- Beste Rebounder Turkse Competitie 1998
- MVP EuroLeague Gewone Seizoen 2001-02
- MVP EuroLeague TOP 16 2002-03
- Beste Rebounder in EuroLeague 2001-02
- Beste Rebounder in EuroLeague 2002-03
- Beste Rebounder in Italiaanse Competitie in 2002-03
- Beste Rebounder in Russische Competitie in 2004-05
- Beste Rebounder tijdens Wereldkampioenschap in Indiana 2002
- MVP Zepter Toernooi Belgrado 2002
- Second Five tijdens Wereldkampioenschap in Indiana 2002